# Урыв-Покровка
Урыв-Покровка — село в Острогожском районе Воронежской области. Административный центр Урывского сельского поселения. Населённый пункт воинской доблести.

## Этимология
Село ранее называлось Урыв и в XVIII веке было местечком.
Урыв получил своё название потому, что острог (деревянная крепость) была построена на крутом месте, над обрывом (урывом).

## География
Стоит на берегу Дона, на обоих берегах его притока малой реки Измайла.

### Уличная сеть
| - ул. Горная, - ул. Красноармейская, - ул. Ленина, - ул. Оборонная, - ул. Пионерская, - ул. Подгорная, - ул. Придонская, | - ул. Прилужная, - ул. Пролетарская, - ул. Садовая, - ул. Советская, - ул. Тихая, - ул. Центральная. |

## История
Основано в 1648 году как крепость в составе Белгородской засечной черты. Постройка началась в начале мая, и 4 июня 1648 года строительство было закончено.
Урывский острог располагался на высоком месте и имел четырёхугольную форму с длиной стен по периметру 258 метров. Стены были построены из толстых дубовых брёвен и имели высоту 4 метра. Дубы были врыты в землю рядом один с другим. Южная стена крепости шла вдоль обрыва к Дону и была неприступной для врага. Для защиты западной, северной и восточной сторон были устроены тарасы — деревянные ящики набитые землёй. В стенах крепости имелось пять рубленных башен. Четыре башни были глухими (непроезжими)), угловыми, а пятая — проезжая. Она была устроена в восточной стене. Руководил строительством стольник и воевода Данила Семёнович Яковлев. По окончании строительства крепости он писал царю Алексею Михайловичу:

… да по твоему Государеву указу на реке Дону, против татарского перелазу, на Урыве, устроил я Урывский Острог в стоячем дубовом лесу с обламы и со всеми крепостями, да пять башен, все покрыты тёсом. И в том остроге устроил я служилых людей сто человек детей боярских осадными дворами, и около острогу в слободах устроил дворами и пашенными землями и сенные покосы. Да меж реки Девицы и Урыва новоприбыльных детей боярских тридцать человек усадебными дворовыми месты и помесными землями и сенные покосы устроил… А в остроге учинил 4 башни глухие да 5-ю башню проезжую, и башни покрыты тёсом, а на зелейную казну в остроге устроил погреб дубовый полтретья сажени. Да караульную избу у острогу с 3-х сторон поставил. А поставлен тот острог на горе в угожьем и в крепком и в усторожливом месте и от приходу воинских людей к заступе. А служилых людей в том остроге … на вечное житье детей боярских разных городов 100 человек.

При основании Урыва в крепости был построен деревянный Покровский собор. В скором времени после заселения города на посаде была построена вторая церковь — Успенская.
В документах конца XVII века Урыв чаще упоминается как «острог», чем как «город», что говорит о его большем военно-стратегическом значении, чем жилом.
В XVII веке в Урыве строились речные струги. С 1719 года Урыв — центр комиссарства в составе Воронежской провинции.
В 1779 году город Урыв был упразднен, получив статус села в составе Коротоякского уезда. В 1791 году в селе была построена каменная Покровская церковь, а в 1808 году — каменная Успенская церковь.
В 1859 году в Урыве было 463 двора, 3782 человек жителей, 2 церкви, действовало училище. Во второй половине XIX века Урыв был административно разделен на две части: «Успенское общество» и «Троицкое (Покровское) общество». Так, в 1900 году население части села «Успенское общество» составляло 3446 человек, проживавших в 472 дворах. Население части «Троицкого общества» было 1628 человек и 240 дворов. Всего же в селе было 2 церкви, 6 общественных зданий, 3 школы, маслобойный завод, проводились ярмарки, были трактиры, лавки.
В годы Великой Отечественной войны место ожесточённых боёв 160-й стрелковой дивизии.
Во второй половине XX века село Голдаевка, слобода Урыв-Покровка и село (слобода) Урыв-Успенское были объединены под общим названием село Урыв-Покровская. С 1961 года село Урыв-Покровская вошло в состав Острогожского района.
В 2022 году селу присвоено почётное звание Воронежской области «Населённый пункт воинской доблести».

## Население
| 1859 | 1897  | 2000  | 2005  | 2008  | 2010  |
| ---- | ----- | ----- | ----- | ----- | ----- |
| 3812 | ↗4924 | ↘1891 | ↘1795 | ↘1674 | ↘1647 |

## Инфраструктура
В селе находится Урывская средняя общеобразовательная школа.
Урывская участковая больница. Урывский Сельский Культурно-досуговый центр.

## Достопримечательности, памятные места
Памятник-мемориал «Героям, павшим за освобождение села Урыв».
Памятный знак 160-й стрелковой дивизии (находится на берегу Дона).

## Транспорт
Автобусное сообщение с райцентром. Остановка общественного транспорта «Урыв-Покровка».